# Semion Kotko
Semion Kotko, op. 81, és una òpera en cinc actes composta per Serguei Prokófiev sobre un llibret rus del mateix compositor i Valentín Katàiev, basat en Sóc fill de treballadors de Kataiev. S'estrenà al Teatre Stanislavski de Moscou el 23 de juny de 1940.

## Origen i context
Una de les dues úniques òperes escrites per Prokófiev sobre el tema soviètic (l'altra és Història d'un veritable home), Semion Kotko va ser composta entre els estius de 1938 i 1939. Des del principi, es pretenia que l'òpera fos produïda pel brillant director i gran amic de Prokófiev, Vsévolod Meierhold, que en aquella època era el director del Teatre d'Òpera Stanislavski fo. No obstant això, el 20 de juny de 1939, just una setmana abans que Prokófiev acabés la partitura per a piano de Semion Kotko, Meyerhold va ser arrestat i posteriorment executat. Una actriu, Serafima Birman, va assumir la tasca de Meierhold, però el resultat va ser insatisfactori. El Pacte Ribbentrop-Molotov va obligar a canviar els enemics operístics dels alemanys pels jaidamáks (nacionalistes ucraïnesos).

## Representacions
L'òpera es va estrenar el 23 de juny de 1940 al Teatre Stanislavski de Moscou dirigida per Mikhaïl Júkov. La recepció va ser moderadament entusiasta per la crítica oficial, però en aquella època la ideologia predominava sobre la resta de consideracions i les discussions en la premsa es van centrar exclusivament en la importància de Semion Kotko com una "òpera soviètica". Va desaparèixer del repertori soviètic el 1941, i no es va reposar fins al 1958 a Brno (llavors Txecoslovàquia).
Prokófiev més tard va compondre una suite orquestral (Op. 81) a partir de música de l'òpera.
Semion Kotko ha estat una de les últimes òperes en ser rescatades de l'oblit (Valeri Guerguiev), potser pel seu caràcter exemplaritzant de manera convencional d'algunes parts i, sobretot, per la sinistra història que porta enganxada com una càrrega: l'assassinat a mans del mateix sistema soviètic del seu director d'escena, Vsévolod Meierhold, mentre assajava l'obra.

## Sinopsi

### Acte I
El soldat Semion Kotko torna del front amb el seu cos i ànima torturats per l'horror de la guerra. Quan torna a casa després d'una llarga absència, troba a persones estranyes i sospitoses, atemorides, en una terra consumida perforada per cràters. Amb sentiments barrejats d'alegria i horror, Semion reconeix als seus vells conciutadans, amics de joventut, la seva ara ja adulta germana Froska i el seu jove cavaller Mikolka, i la seva mare, tan vella que la va haver de reconèixer per la seva cura i dolor.
Semion ha d'aprendre com viure una altra vegada ara que tot ha acabat, a viure entre la gent, a viure en un món en què té les seves pròpies lleis i relacions, i que el soldat fa temps que ha oblidat. Després de trobar la seva estimada Sofia, a Semion l'acaparen sentiments de candidesa i tendresa, i de responsabilitat de pensar en el seu futur junts.
Però la vida no és tan senzilla: el pare de Sofia, Tkatxenko, un vell sergent-major, no té la menor
intenció de donar-li la mà de la seva filla en matrimoni a l'arruïnat Kotko, trencant la promesa que li va fer al front. L'ajut sorgeix inesperadament com d'una font: el president comunista de la ciutat soviètica, Remeniuk, el mariner roig Tsarevo, i la promesa de Tsarevo, Lybka. L'actitud de Semion davant aquest trio és ambivalent, però per aconseguir la felicitat, ell és capaç de qualsevol cosa. Els seus nous aliats estan segurs que Tkachenko mai s'arriscaria a desafiar l'autoritat de representants revolucionaris.

### Acte II
En aquests moments el destí dels individus és inestable com el poder que domina el país, per tant cada un viu com pot. Procurant defensar-se ells mateixos i a les seves famílies de les penúries
d'aquests temps difícils, Tkatxenko es tanca en el seu propi món. Però no troba felicitat ni
suport, ni en la seva llar ni en la seva ànima - només por, angoixa i soledat. Per protegir-se contra un futur de pobresa, Tkachenko allotja a casa seva un terratinent local, anomenat Klembovski, com a assalariat, però amb l'esperança que es casi amb la seva filla Sofia. Però els matrimoniers ja estan trucant a la seva porta. L'alegre cerimònia del compromís de Semion amb la seva promesa Sofia es converteix en un acte violent, en una terrible farsa. Aterrit però impotent, Tkatxenko observa els enfellonits convidats no estimats a casa.
La feliç "Boda Roja" és interrompuda per l'arribada inesperada dels alemanys. Si bé la situació té el seu aspecte absurd, tots estan dominats per un sentiment d'imminent desastre, aterrits per les forces destructives amb les quals han d'aturar-lo.

### Acte III
La vida, malgrat tot, continua. Admeses la ruïna i la devastació, l'amor perdut està florint, revelant-se únicament en la fugaç nit, com amants que voletegen en la foscor, com aparicions fantasmagòriques, visions d'una curta però intensa felicitat. Entre els amants hi ha: Semion i Sofia, Tsarevo i Lybka, Mikolka i Froska - tres parelles amb fe i esperança, però sense futur. Els moments de silenci abans de l'alba són destrossats per les forces d'implacable venjança, com rojos, blancs, alemanys i cosacs coincideixen en baralles sagnants. Mikolka i Lybka poden
únicament veure com el pare de Mikolka, i el promès de Lybka, Tsarevo, són penjats. El foc consumit
il·lumina les agonitzants convulsions de la gent embogides per la por. Com una figura de cera,
Lydka -que ha perdut també la raó- roman dreta gelada contemplant les cendres de la foguera.

### Acte IV
Remeniuk, comandant d'un destacament de partisans, es troba sobre els cossos d'aquells que han mort penjats, demanant als camarades que vinguin els seus morts. La mort i la vida s'uneixen, més sang corre en els rius, no hi haurà final possible per l'horror. Froska, mutilat per l'exèrcit invasor, dona la notícia als partisans del pròxim casament de Sofia i Klembovski. Assedegat de venjança, Semion comet l'últim sacrilegi: llança una granada dins de l'església.

### Acte V
A l'apocalíptica explosió, la realitat es converteix en un malson vivent: les desemparades persones ja no tindran futur.